# هانس كوخ
هانس كوش (بالألمانية: Hans Koch)‏ هو كاتب عدل ومحامي ألماني، ولد في 16 أغسطس 1893 في Bartoszyce ‏ في بولندا، وتوفي في 24 أبريل 1945 في برلين في ألمانيا.